# مارک اس. اسمیت
مارک اس. اسمیت (انگلیسی: Mark S. Smith; ۶ دسامبر ۱۹۵۵ –) خاورشناس و پژوهشگر کتاب عهد عتیق اهل ایالات متحده آمریکا بود.